# Howa Tipo 64
El Howa Tipo 64 (64式自動小銃, Roku-yon-shiki-jidou-shoujuu?) es un fusil de combate utilizado exclusivamente por las Fuerzas de Autodefensa de Japón y la Guardia Costera Japonesa. Es un arma accionada por gases y de fuego selectivo que dispara el cartucho 7,62 x 51 OTAN, al cual se le ha reducido su carga propulsora para disminuir el retroceso durante el disparo, de acuerdo al físico del soldado japonés promedio. El Tipo 64 nunca fue exportado debido a las estrictas leyes japonesas sobre exportación de armamento. Ha sido remplazado por el fusil de asalto Howa Tipo 89 de 1989 a 1990, pero continúa en servicio en todas las ramas de las Fuerzas de Autodefensa y la Guardia Costera Japonesa.
Un número pequeño de Howa Tipo 64, en variantes de tirador designado, han sido utilizados por el Equipo Especial de Asalto.